# Yuri Ivánovich Borísov
Yuri Ivánovich Borísov (en ruso: Юрий Иванович Борисов Vyshni Volochok, Unión Soviética, 31 de diciembre de 1956) es un político ruso, ex estratega militar y matemático que actualmente ejerce de director general de Roscosmos. Desde 2012 a 2018 fue Viceministro de Defensa de la Federación Rusa, en la actualidad ocupa el cargo de director de la corporación espacial estatal (Roscosmos).

## Biografía
Borísov empezó su carrera militar en la Escuela Militar Suvórov de Tver y posteriormente, siguió preparándose en la Escuela de Comando Superior de Telecomunicaciones y Defensa Aérea de Pushkin. Desde 1978, sirvió en las Fuerzas Armadas Soviéticas como oficial. Ingresó en la Facultad de Matemática Computacional y Cibernética de la Universidad Estatal de Moscú, graduándose en 1985. 
Desde 1978, empezó a formar parte del ejército, alistándose en el Ejército Soviético. Fue subjefe de la Agencia Federal de Industria en octubre de 2007 y lideró el Ministerio de Industria y Comercio en julio de 2008. Fue comisiario militar-industrial de Rusia en marzo de 2011 por decreto presidencial y posteriormente ostentó el cargo de Viceministro de Defensa de la Federación de Rusia.

## Condecoraciones
- Orden al Mérito por la Patria[2]
- Orden del Servicio a la Patria en las Fuerzas Armadas[2]
- Medalla de Zhúkov[2]
- Héroe de la Federación Rusa.[1]